# Lac la Pêche (Pontiac)
Pour les articles homonymes, voir Pêche.
Le lac la Pêche est situé dans la municipalité de Pontiac, dans la MRC Les Collines-de-l'Outaouais, dans la région administrative de l'Outaouais, au Québec, au Canada.

## Toponymie
Le toponyme lac la Pêche a été inscrit le 24 décembre 1976 à la Banque des noms de lieux de la Commission de toponymie du Québec.